# Oreas
Oreas là một chi rêu trong họ Dicranaceae.